# Stazione di Mukōgaoka-Yūen
La stazione di Mukōgaoka-Yūen (向ヶ丘遊園駅?, Mukōgaoka-Yūen-eki) è una stazione ferroviaria che si trova nel quartiere di Tama-ku della città giapponese di Kawasaki, nella prefettura di Kanagawa, ed è servita dalla linea Odakyū Odawara delle Ferrovie Odakyū.

## Linee
Ferrovie Odakyū
● Linea Odakyū Odawara

## Struttura
La stazione è dotata di due marciapiedi a isola con quattro binari passanti parzialmente in superficie, collegati al mezzanino sovrastante da scale fisse, mobili e ascensori.
| 1-2 | ● Linea Odakyū Odawara | per Machida, Hon-Atsugi, Odawara, Hakone-Yumoto, Karakida e Katase-Enoshima |
| 3   | ● Linea Odakyū Odawara | per Shinjuku e linea Chiyoda (espressi)                                     |
| 4   | ● Linea Odakyū Odawara | per Shinjuku e linea Chiyoda (locali)                                       |

## Stazioni adiacenti
| «                                 | Servizio                               | »                    |
| Linea Odakyū Odawara              | Linea Odakyū Odawara                   | Linea Odakyū Odawara |
| --------------------------------- | -------------------------------------- | -------------------- |
| Noborito                          | Locale Semiesp. sezionale Semiespresso | Ikuta                |
| Noborito                          | Espresso                               | Shin-Yurigaoka       |
| Tutti gli altri treni non fermano |                                        |                      |